# Rudolphshan
Rudolphshan ist ein Stadtteil von Hünfeld im osthessischen Landkreis Fulda.

## Geographie
Der Stadtteil Rudolphshan liegt an den nördlichen Ausläufern der Rhön und gehört zum Biosphärenreservat Rhön. Der Hauptort Hünfeld liegt südwestlich vom Stadtteil. Südlich des Stadtteils verläuft die Landesstraße 3176 und im Westen die Bundesautobahn 7.

## Geschichte

### Ortsgeschichte
Die älteste bekannte schriftliche Erwähnung von Rudolphshan erfolgte im Jahr 1422 und ist zu dieser Zeit dem Kloster Fulda zugehörig. 1501 war das Dorf bereits wieder Wüstung. 1507 wird jedoch eine Kapelle erwähnt.  1787 gehörte es zur Fürstabtei Fulda, Oberamt Burghaun. 1764 und 1812 wird es als Tochterkirche von Burghaun bezeichnet.
Zum 1. Februar 1971 wurde die bis dahin selbständige Gemeinde Rudolphshan im Zuge der Gebietsreform in Hessen auf freiwilliger Basis in die Stadt Hünfeld eingemeindet.
Für Rudolphshan wurde, wie für die übrigen bei der Gebietsreform nach Hünfeld eingegliederten Gemeinden, ein Ortsbezirk gebildet.

### Verwaltungsgeschichte im Überblick
Die folgende Liste zeigt die Staaten und Verwaltungseinheiten, denen Rudolphshan angehört(e):
- vor 1803: Heiliges Römisches Reich, Hochstift Fulda, Amt/ Oberamt Burghaun
- 1803–1806: Heiliges Römisches Reich, Fürstentum Nassau-Oranien-Fulda, Fürstentum Fulda, Amt Burghaun
- 1806–1810: Kaiserreich Frankreich, Fürstentum Fulda (Militärverwaltung)
- 1810–1813: Großherzogtum Frankfurt, Departement Fulda, Distrikt Burghaun
- ab 1816: Kurfürstentum Hessen, Großherzogtum Fulda, Amt Burghaun
- ab 1821/22: Deutscher Bund, Kurfürstentum Hessen, Provinz Fulda, Kreis Hünfeld[7][Anm. 2]
- ab 1848: Kurfürstentum Hessen, Bezirk Fulda
- ab 1851: Kurfürstentum Hessen, Provinz Fulda, Kreis Hünfeld
- ab 1867: Norddeutscher Bund[Anm. 3], Königreich Preußen, Provinz Hessen-Nassau, Regierungsbezirk Kassel, Kreis Hünfeld
- ab 1871: Deutsches Reich, Königreich Preußen, Provinz Hessen-Nassau, Regierungsbezirk Kassel, Kreis Hünfeld
- ab 1918: Deutsches Reich, Freistaat Preußen, Provinz Hessen-Nassau, Regierungsbezirk Kassel, Kreis Hünfeld
- ab 1944: Deutsches Reich, Freistaat Preußen, Provinz Kurhessen, Landkreis Hünfeld
- ab 1945: Amerikanische Besatzungszone, Groß-Hessen, Regierungsbezirk Kassel, Landkreis Hünfeld
- ab 1946: Amerikanische Besatzungszone, Hessen, Regierungsbezirk Kassel, Landkreis Hünfeld
- ab 1949: Bundesrepublik Deutschland, Hessen, Regierungsbezirk Kassel, Landkreis Hünfeld
- ab 1971: Bundesrepublik Deutschland, Hessen, Regierungsbezirk Kassel, Landkreis Hünfeld, Stadt Hünfeld[Anm. 4]
- ab 1972: Bundesrepublik Deutschland, Hessen, Regierungsbezirk Kassel, Landkreis Fulda, Stadt Hünfeld

### Bevölkerung
Einwohnerentwicklung
| Quelle: Historisches Ortslexikon             |
| • 1633: 14 Hausgesesse                       |
| • 1789: 12 Bauern, 2 Hüttner und 2 Beisassen |
| • 1812: 19 Feuerstellen, 152 Seelen          |

| Rudolphshan: Einwohnerzahlen von 1812 bis 2015 | Rudolphshan: Einwohnerzahlen von 1812 bis 2015 | Rudolphshan: Einwohnerzahlen von 1812 bis 2015 | Rudolphshan: Einwohnerzahlen von 1812 bis 2015 | Rudolphshan: Einwohnerzahlen von 1812 bis 2015 |
| --- | ---------------------------------------------- | ---------------------------------------------- | ---------------------------------------------- | ---------------------------------------------- |
| Jahr |                                                |                                                |                                                | Einwohner                                      |
| 1812 | 1812                                           |                                                | 152                                            | 152                                            |
| 1834 | 1834                                           |                                                | 204                                            | 204                                            |
| 1840 | 1840                                           |                                                | 226                                            | 226                                            |
| 1846 | 1846                                           |                                                | 228                                            | 228                                            |
| 1852 | 1852                                           |                                                | 233                                            | 233                                            |
| 1858 | 1858                                           |                                                | 238                                            | 238                                            |
| 1864 | 1864                                           |                                                | 212                                            | 212                                            |
| 1871 | 1871                                           |                                                | 179                                            | 179                                            |
| 1875 | 1875                                           |                                                | 178                                            | 178                                            |
| 1885 | 1885                                           |                                                | 175                                            | 175                                            |
| 1895 | 1895                                           |                                                | 180                                            | 180                                            |
| 1905 | 1905                                           |                                                | 184                                            | 184                                            |
| 1910 | 1910                                           |                                                | 195                                            | 195                                            |
| 1925 | 1925                                           |                                                | 183                                            | 183                                            |
| 1939 | 1939                                           |                                                | 240                                            | 240                                            |
| 1946 | 1946                                           |                                                | 259                                            | 259                                            |
| 1950 | 1950                                           |                                                | 261                                            | 261                                            |
| 1956 | 1956                                           |                                                | 223                                            | 223                                            |
| 1961 | 1961                                           |                                                | 188                                            | 188                                            |
| 1967 | 1967                                           |                                                | 189                                            | 189                                            |
| 1970 | 1970                                           |                                                | 186                                            | 186                                            |
| 1980 | 1980                                           |                                                | ?                                              | ?                                              |
| 1990 | 1990                                           |                                                | ?                                              | ?                                              |
| 2000 | 2000                                           |                                                | ?                                              | ?                                              |
| 2011 | 2011                                           |                                                | 204                                            | 204                                            |
| 2015 | 2015                                           |                                                | 208                                            | 208                                            |
| Datenquelle: Historisches Gemeindeverzeichnis für Hessen: Die Bevölkerung der Gemeinden 1834 bis 1967. Wiesbaden: Hessisches Statistisches Landesamt, 1968. Weitere Quellen: LAGIS; Stadt Hünfeld; Zensus 2011 |                                                |                                                |                                                |                                                |

Einwohnerstruktur 2011
Nach den Erhebungen des Zensus 2011 lebten am Stichtag, dem 9. Mai 2011, in Rudolphshan 204 Einwohner. Darunter waren keine Ausländer.
Nach dem Lebensalter waren 36 Einwohner unter 18 Jahren, 90 zwischen 18 und 49, 42 zwischen 50 und 64 und 36 Einwohner waren älter.
Die Einwohner lebten in 75 Haushalten. Davon waren 18 Singlehaushalte, 15 Paare ohne Kinder und 36 Paare mit Kindern, sowie 3 Alleinerziehende und keine Wohngemeinschaften. In 18 Haushalten lebten ausschließlich Senioren und in 45 Haushaltungen lebten keine Senioren.
Religionszugehörigkeit
| • 1885: | 45 evangelische (= 35,71 %), 130 katholische (= 74,29 %) Einwohner |
| • 1961: | 33 evangelische (= 17,55 %), 155 katholische (= 82,45 %) Einwohner |

## Politik
Für Rudolphshan besteht ein Ortsbezirk (Gebiete der ehemaligen Gemeinde Rudolphshan) mit Ortsbeirat und Ortsvorsteher nach der Hessischen Gemeindeordnung. Der Ortsbeirat besteht aus fünf Mitgliedern. Bei den Kommunalwahlen in Hessen 2021 gehörten alle Kandidaten der „Rudolphshaner Union“ an. Der Ortsbeirat wählte Sascha Weber zum Ortsvorsteher.

## Verkehr
Den öffentlichen Personennahverkehr stellt die Lokale Nahverkehrsgesellschaft Fulda mit der Buslinie 73 sicher.
Der nächste Regionalbahnhof ist Hünfeld. An das ICE Netz der DB ist Rudolphshan über den Bahnhof Fulda angeschlossen.
An das Deutsche Autobahnnetz ist die Anbindung über die A 7 mit den Auf- und Abfahrten (90)- Hünfeld/Schlitz bei Michelsrombach oder über die Anschlussstelle (91) – Fulda-Nord sichergestellt.